# Храм Святого Николая Чудотворца (Фергана)
Храм Свято́го Никола́я Чудотво́рца — разрушенный православный храм, существовавший в городе Скобелев (ныне — Фергана) Туркестанского края в 1907—1927 годах.

## История
Храм был построен по проекту архитектора Фёдора Вержбицкого и военного инженера Фёдора Смирнова, разработанному в 1902 году для строительства гарнизонных церквей в городах Туркестанского края: Термезе, Верном, Скобелеве, Керки, Кушке, Самарканде, Чарджоу. Этот проект, ставший типовым для военных храмов Туркестана, был создан на основе образцового проекта полковой церкви Фёдора Вержбицкого, утверждённого в 1901 году.
Таким образом, здание в упрощённом русском стиле совпадало по типу с другими храмами Туркестана. Было построено из жжёного кирпича, внутренне пространство имело размер 24 на 16 метров. Над одним из входов возвышалась шатровая колокольня.
Строительство храма было завершено в 1907 году. В августе 1909 года собор был освящён в честь святого Николая Чудотворца (престольный праздник — 6 декабря).
До второй половины 1910 года принадлежал 7-му Туркестанскому стрелковому полку, состоя при Управлении 3-й Туркестанской стрелковой бригады. В 1910 году был произведён чин переосвящения.
К храму была приписана часовня Святого Александра Невского, построенная на православном кладбище, где были захоронены русские солдаты, погибшие при Андижанском восстании (1898).
После 1927 года храм был закрыт, колокольня снесена, иконы и всё церковное имущество переданы в другие храмы. Какое-то время в бывшем соборе находился склад, позднее и он был закрыт. В 2000-х годах здание было снесено.